# فيليبي كودالوس
فيليبي كودالوس (بالإسبانية: Felipe Codallos) (و. 1790 – القرن 19 م) هو سياسي من السلفادور . ولد في بويبلا، بويبلا، تولى منصب رئيس السلفادور.
توفي في بويبلا، بويبلا .